# Eretris calisto
Eretris calisto är en fjärilsart som beskrevs av Felder 1867. Eretris calisto ingår i släktet Eretris och familjen praktfjärilar. Inga underarter finns listade i Catalogue of Life.